# Wrenn Schmidt
Pour les articles homonymes, voir Schmidt.
Wrenn Schmidt est une actrice américaine née en 1983.

## Biographie
Elle a étudié l'art en Caroline du Sud à Greenville (Caroline du Sud), en 2001.
Elle joue une psychologue pour policiers et plus tard l'amie de John Reese dans Person of Interest.

## Filmographie
| Année       | Titre                                        | Rôle             | Notes                                                                                   |
| ----------- | -------------------------------------------- | ---------------- | --------------------------------------------------------------------------------------- |
| 2006        | New York, police judiciaire                  | Jill Cariglia    | Série télévisée (1 épisode : Release)                                                   |
| 2006        | 3 lbs.                                       | Étudiante        | Série télévisée (1 épisode : Heart Stopping)                                            |
| 2010        | Mercy Hospital                               | Sarah            | Série télévisée (1 épisode : Can We Talk About the Gigantic Elephant in the Ambulance?) |
| 2010        | Client 9: The Rise and Fall of Eliot Spitzer | Angelina         | Documentaire                                                                            |
| 2011        | Javelina                                     | Katie            |                                                                                         |
| 2011        | Our Idiot Brother                            | Beth             |                                                                                         |
| 2011        | Body of Proof                                | Rena Talbot      | Série télévisée (1 épisode : Missing)                                                   |
| 2012        | Blue Bloods                                  | Anna Goodwin     | Série télévisée (1 épisode : Mother's Day)                                              |
| 2013        | How to Follow Strangers                      | Shelly           |                                                                                         |
| 2012 – 2013 | Boardwalk Empire                             | Julia Sagorsky   | Série télévisée (10 épisodes)                                                           |
| 2014        | Preservation                                 | Wit Neary        |                                                                                         |
| 2014        | The Americans                                | Kate             | Série télévisée (6 épisodes)                                                            |
| 2014        | Tyrant                                       | Jenna Olson      | Série télévisée (4 épisodes)                                                            |
| 2014        | Unforgettable                                | Vicki Wilson     | Série télévisée (1 épisode : Admissions)                                                |
| 2014–2015   | Person of Interest                           | Dr Iris Campbell | Série télévisée (6 épisodes)                                                            |
| 2014        | Mary and Louise                              | Marlene Dietrich | Court métrage                                                                           |
| 2015        | I Saw the Light                              | Bobbie Jett      |                                                                                         |
| 2016        | The Good Catholic                            | Jane             |                                                                                         |
| 2016        | Outcast                                      | Megan            | Série télévisée                                                                         |
| 2018        | The Looming Tower                            | Diane Marsh      | Série télévisée                                                                         |
| 2019        | For All Mankind                              | Margo Madison    | Série télévisée                                                                         |
| 2022        | Nope                                         | Amber Park       | Film                                                                                    |

- 2025 : Nuremberg de James Vanderbilt